# 13dici a tavola
Tredici a tavola(sulle locandine 13dici a tavola) è un film del 2004 diretto da Enrico Oldoini.

## Trama
Campagna toscana, 1964: un ragazzo diciottenne vive in una splendida villa cinquecentesca fatta costruire dalla famiglia de' Medici, insieme ai genitori, ai fratelli Roberto e Furio, ai nonni materni, agli zii con le loro due figlie Arianna e Silvia e il figlio maggiore, Pietro. Il giovane Giulio, in realtà, non è altro che il ricordo dell'adulto Giulio, il quale si ricorda di un'età bella, proprio come i diciotto anni.
La vita del giovane Giulio viene sconvolta dall'arrivo, alla villa, di una bellissima ragazza di nome Anna, figlia di una vecchia amica della madre. Giulio s'innamora perdutamente della bella Anna e tenta in tutti i modi di farsi notare da quest'ultima, che riscuote uno straordinario successo tra tutti i ragazzi (Pietro, Roberto, Furio e Giulio), i quali organizzano una sorta di lotteria per vedere chi dei quattro riesce a spingersi più oltre con la splendida Anna.
Inizia l'imbranato Roberto, che si rivela troppo diretto dicendo ad Anna che se avesse accettato di passare una notte con lui, le avrebbe dato l'intera somma della vincita, ovvero 124.800 lire. Anna lo respinge con assoluta fermezza, permettendo così al giovane Furio di farsi avanti. Furio si dimostra un tipo molto romantico con Anna, nonostante sia seriamente fidanzato e prossimo al matrimonio. Quando la sua ragazza scopre tutto, il suo piano per conquistare Anna fallisce.
Si fa avanti successivamente il cugino Pietro, il più grande, che riesce quasi a conquistare Anna, se non fosse stato per il fatto che quando era sul punto di vincere la scommessa, lei scopre della scommessa fatta dai ragazzi. È sul punto di andarsene quando riceve una lettera di Giulio, scritta alla madre, dove dice che se ne è andato.
Poco dopo il giovane Giulio torna a casa e confessa ad Anna di essersene andato a causa della scommessa che gli aveva spezzato il cuore.
Il giorno del compleanno di Giulio, mentre sta andando con Anna a Livorno, rimangono intrappolati in una pozza di fango con la macchina: in questa situazione Giulio riesce a vincere la scommessa. Passati tanti anni, i fratelli e i cugini si trovano nuovamente nella villa che sta per essere venduta. Durante la vendita Giulio decide di comprare la villa, trasferendosi lì con sua figlia e la sua nipotina, per morire solo qualche anno dopo.